# 小马莱
小马莱（法語：Malay-le-Petit，法語發音：[malɛ lə pəti]）是法国勃艮第-弗朗什-孔泰大区约讷省的一个市镇，与大马莱相邻，属于桑斯区。

## 地理
小马莱（48°10'21"N, 3°22'55"E）面积11.04 平方千米，位于法国勃艮第-弗朗什-孔泰大區约讷省，该省份为法国中北部内陆省份，西接卢瓦雷省，西北接塞纳-马恩省，南至涅夫勒省，东临科多尔省，东北与奥布省接壤。
与小马莱接壤的市镇（或旧市镇、城区）包括：萨利尼、大马莱、诺埃、莱瓦莱德拉瓦讷、维利耶路易。

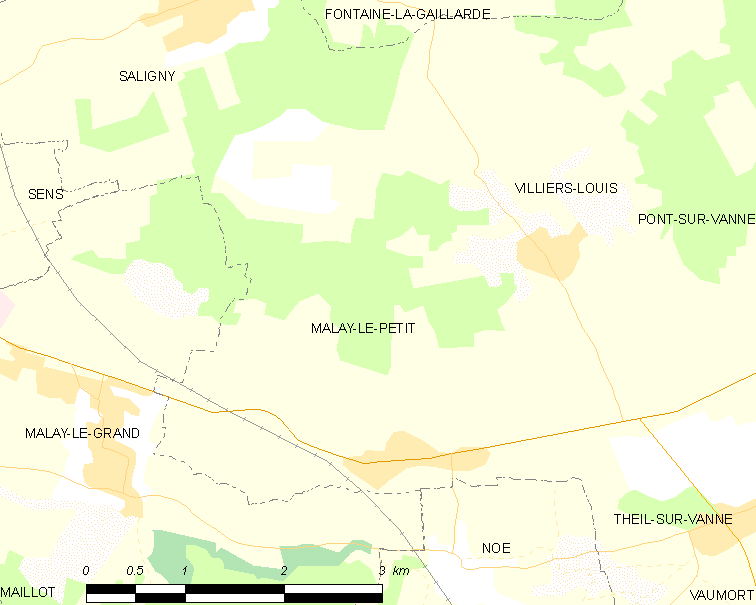
小马莱的OSM定位图

小马莱的时区为UTC+01:00、UTC+02:00（夏令时）。

## 行政
小马莱的邮政编码为89100，INSEE市镇编码为89240。

## 政治
小马莱所属的省级选区为阿尔芒松河畔布列农县。

## 人口

1962-2008年间小马莱人口变化图示

小马莱于2022年1月1日时的人口数量为310人。